# Ralph Abercromby
Ralph Abercromby (también llamado Abercrombie) (Menstrie, Escocia, Reino Unido, 7 de octubre de 1734-Alejandría, Eyalato de Egipto, Imperio otomano, 28 de marzo de 1801) fue un político y general militar británico.

## Biografía
Nació en Menstrie (Escocia), hijo de George Abercromby, líder whig del condado de Clackmannanshire. Tras asistir a la escuela de Rugby estudió derecho en las universidades de Edimburgo y Leipzig, aunque a su regreso a las islas británicas cambió la abogacía por la vida militar, ingresando en el Ejército Británico en 1756. 
Después de prestar servicio en la Guerra de los Siete Años se retiró del ejército para dedicarse a la política, siendo miembro del Parlamento Británico por la circunscripción de Clackmannanshire. Regresó a la vida militar en 1793 en la guerra contra Francia, donde comandó un brillante repliegue en Flandes durante el invierno de 1794. Fue comandante en jefe (1795-1797) en las Indias Occidentales, donde capturó Santa Lucía, Granada, San Vicente y Trinidad. 
Fue derrotado en 1797 cuando intentaba conquistar Puerto Rico por las tropas españolas y la milicia de la capital comandada por Rafael Conti.
Ayudó también a renovar la disciplina y reputación del Ejército Británico. En 1801 falleció como consecuencia de las heridas recibidas al tratar de expulsar a los franceses de Egipto.